# Astronave giradisco/La bocca della verità
Astronave giradisco/La bocca della verità è un singolo del cantautore italiano Lucio Corsi, pubblicato il 17 marzo 2023 come primo estratto dall'album La gente che sogna.

## Video musicale
I video musicali dei due brani, Astronave giradisco e La bocca della verità, sono stati pubblicati sul canale YouTube del cantante rispettivamente il 22 marzo e il 3 aprile 2023.
Entrambi i videoclip sono scritti e diretti da Tommaso Ottomano, vedono la partecipazione del doppiatore Carlo Valli e delle modelle Miu Tanii, Pepe Lin, Kim Gaeun, Aurora Manni, Alessia Fagiolari, Irene De Santis, Claudia Piccolo, Stella Pfister, Giulia Gonella, Abigail Luther e Vanessa Geraci.

## Tracce
1. Astronave giradisco – 3:02
2. La bocca della verità – 3:45